# 432 Park Avenue
432 Park Avenue es un rascacielos residencial situado en Midtown Manhattan, Nueva York, Estados Unidos. Con una altura de 426 m y 147 apartamentos, es uno de los edificios más altos de Estados Unidos.
El grupo CIM había proyectado en 2011 un edificio con una altura de 1396 pies (425,5 m), la construcción se inició en 2012, y la finalización en 2015. Situado en el 432 de Park Avenue, el edificio requirió la demolición del Drake Hotel construido en 1926, que tenía 495 habitaciones. En 2006 el hotel fue vendido por 440 millones de dólares al promotor Harry Macklowe. Fue demolido en 2007. El solar se convirtió en uno de los más valiosos de Nueva York debido a su situación en el centro de la ciudad. Con un coste estimado de 1000 millones de dólares, los servicios del edificio incluyen altura interior libre de los pisos de 3,7 m, instalaciones de entrenamiento de golf, y comedor y salas de cine privadas.

## Historia

### Adquisición y crisis financiera
El solar ocupado por el edificio estuvo ocupado por el hotel Drake, que tenía 495 habitaciones, distribuidas en 21 pisos, y que había sido construido en 1926 por Bing&Bing. El propietario, Host Hotels&Resorts vendió el hotel en 2006 por 418 millones de dólares(equivalentes a 540 en 2018 según la inflación) al promotor Harry Macklowe. La empresa había jugado con la idea de vender el edificio por más de 400 millones de dólares ante la perspectiva de que éste pudiera ser reemplazado por un edificio de viviendas de 70 pisos.
A primeros de 2006, Macklowe pagó a la empresa Fauchon unos 4 millones de dólares, para acortar el periodo de alquiler en la planta base del hotel y poder vaciarlo en abril de 2007, en vez de hacerlo en 2016. Poco después de llegar al acuerdo, Fauchon demandó a Macklowe ante la corte de Nueva York, afirmando que el promotor había hostigado a la tienda para marcharse bloqueando su entrada con un andamio y amenazando con cortarles el aire acondicionado y acceso a los baños del hotel.
En abril de 2007, Macklowe adquirió la tienda Buccellati en el número 46 de la calle 57, por 47.5 millones de dólares. Todo ello después de la adquisición de la tienda Audemars Piguet en el número 40 de la misma calle por 19.2 millones de dólares o la tienda Franck Muller en el número 38 por 60 millones. Tras 14 meses de negociaciones, Macklowe tuvo que pagar a Audemars Piguet 16.6 millones para finalizar su alquiler antes de la fecha contratada y mudarse al número 137 de la calle 57. El coste total de adquisición de parcelas cercanas y derechos de espacio hizo ascender el coste total de adquisición a más de 724 millones de dólares. A principios de 2007, Macklowe Properties consiguió un préstamo hipotecario de 543 millones del Deutsche Bank. Por aquel entonces el plan era realizar un edificio de 65 plantas, que consistiría en unas tres plantas dedicadas a comercios, oficinas hasta la planta 20, seguidas de un hotel de 10 plantas y finalmente 33 plantas para uso residencial.
A mayores, la firma Nordstrom había firmado una carta de intenciones para abrir su primera tienda en Nueva York, con unos 23 550 m² (metros cuadrados), en la base del edificio. Macklowe había intentado adquirir la tienda Turnbull&Asser en el número 42 de la calle 57 por 33 millones, pero el propietario de la tienda ejecutó una opción del alquiler por lo cual adquirieron la misma por 31.5 millones. Jacob&Co, por medio de su fundador Jacob Arabo, pidió 100 millones por el número 50, precio que Macklowe no pudo pagar y que supuso la práctica imposibilidad de conectar los otros edificios que poseía en la calle 57, privando a Nordstrom del espacio necesario en la base del edificio. Con ello, Nordstrom se retiró y abrió su tienda insignia en la torre Central Park, al oeste del emplazamiento planeado en un principio.
Durante la crisis financiera de 2007-2008, Macklowe impagó el préstamo del Deutsche Bank, el cual debería de ser devuelto en noviembre de 2007. En octubre de 2007, Harry Macklowe repagó 156.3 millones de la deuda, ascendiendo su inversión en total a más de 250 millones. El repago incluyó 38 millones de préstamos mezzanine con un interés del 15 % mantenidos por la firma de inversiones en bienes raíces Vornado Realty Trust. En mayo de 2008 el empresario de hoteles Kirk Kerkorian y la firma de inversiones Dubai World se mostraron interesados en adquirir el espacio por 200 millones, asumiendo además la deuda restante por pagar.
No obstante, en agosto de 2008, el banco puso una demanda para finalizar el pago del préstamo(del cual se habían amortizado por aquel entonces 482 millones) y tener control de la promoción. El Deutsche Bank había dividido el préstamo en 21 partes y vendido mucha de la deuda a diferentes inversores, como Higland Capital Management o Sorin Capital Management. El banco retuvo 12 millones del préstamo en su balance. Durante el pico de la recesión, uno de los inversores, iStar financial, fue incapaz de encontrar comprador para su parte de la deuda, de unos 224 millones, vendida por aquel entonces a 160 millones. En un principio 20 empresas parecían estar interesadas, caso por ejemplo de Apollo Global Management o Silverstein Properties. De ellos sólo media docena ofrecían entre 100 y 130 millones.

### Paul Manafort y CMZ Ventures

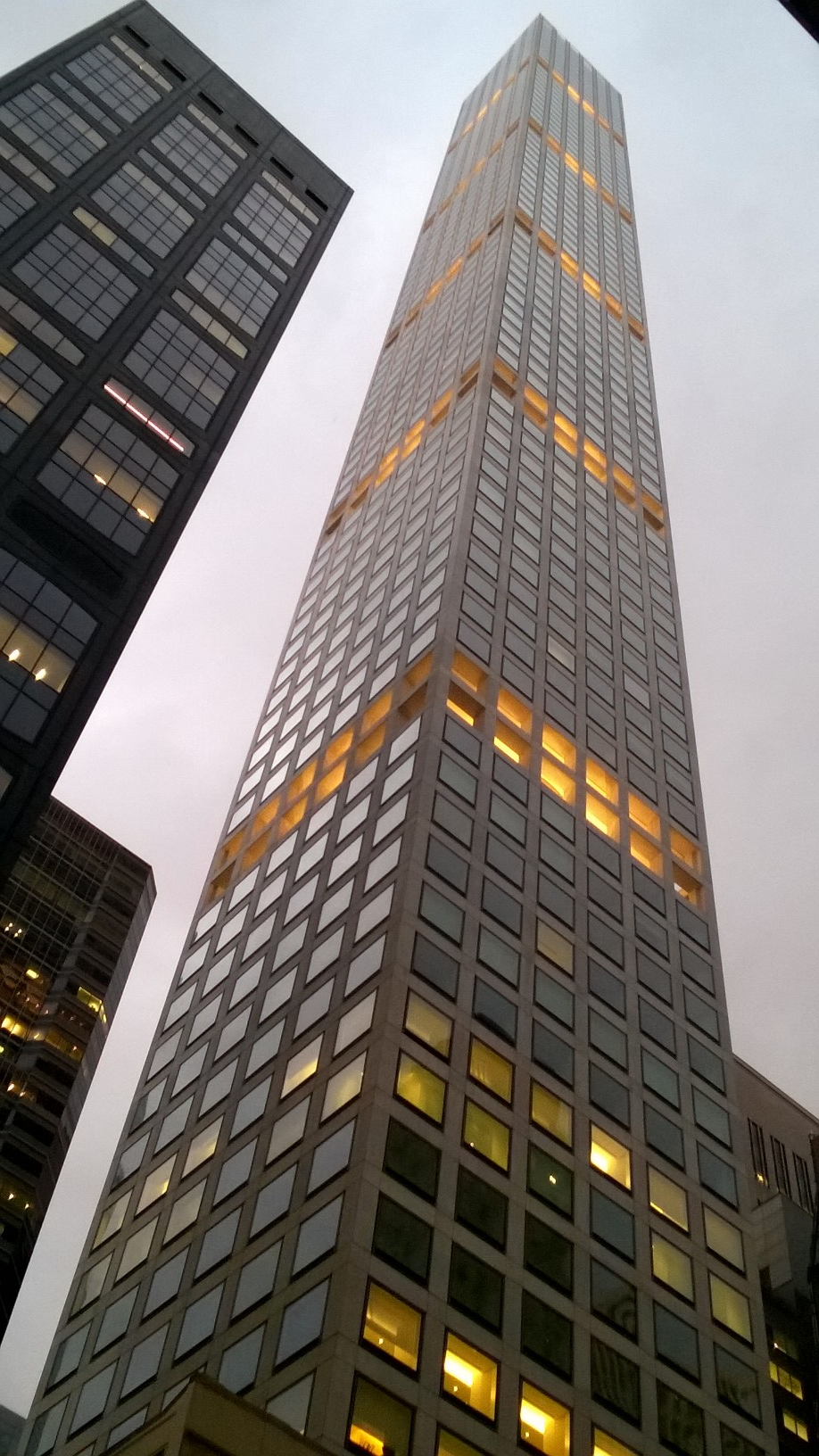
Vista desde el nivel del suelo.

A finales de 2007, Josepht Sitt, fundador de Thor Equities, presentó a Macklowe a una firma de inversión llamada CMZ Ventures. Las letras CMZ vienen de los apellidos de Arthur G. Cohen, inversor de bienes raíces, Paul Manafort, antiguo lobbista y consultor político, y Brad Zackson, delincuente y socio de Manafort y Fred Trump.
En 2008, CMZ acordó el pago de 850 millones para el desarrollo de la promoción, con lo cual se cancelaría el préstamo de Deutsche Bank y supondría un pequeño beneficio con respecto al precio al que Macklowe adquirió las propiedades. De hecho, el precio de adquisición fue más alto del valor tasado en 780 millones. Los socios querían construir un edificio de 65 plantas de estilo Bulgari, dedicado a hotel de lujo, residencial, club privado y una zona comercial vertical. A finales de 2008, Dmytro Firtash, oligarca dedicado al mercado de gas natural y asociado al crimen organizado ruso, acordó el pago de 112 millones en acciones y un depósito de 25 millones a Manafort. El depósito fue transferido desde el banco Raiffeisen Zentralbank, desde una cuenta que los servicios de inteligencia de los Estados Unidos creían ser una tapadera para el jefe del crimen organizado ruso, Semión Moguilévich. Manafort había conocido a Firtash mientras trabajaba para el Partido de las Regiones de Rusia, cuando estos gobernaban Ucrania. El fondo francés Inovalis acordó el pago de otros 500 millones en acciones por parte de varios inversores. No obstante y debido a que CMZ no encontró financiación esta operación no pudo concretarse.
En 2011, la primera ministra de Ucrania, Yulia Timoshenko, alegó en la corte de Nueva York que Firtash violó el acta sobre organizaciones corruptas y utilizó a CMZ como tapadera para el dinero que robó de RosUkrEnergo, la empresa de gas natural controlada por él mismo y la empresa estatal rusa Gazprom. Tymoshenko alegó que Firtash planeaba usar el dinero para propósitos políticos, más que para inversión en bienes raíces, más concretamente para ayudar a su oponente, Víktor Yanukóvich, político prorruso que fue elegido presidente de Ucrania en 2010.
Otro inversor de CMZ fue Oleg Deripaska, oligarca ruso y propietario de la empresa de aluminio RUSAL, la segunda mayor del mundo. Deripaska acordó el pago de 65 millones para invertir en el edificio a través de la firma de inversión Pericles, lo cual fue gestionado por Rick Gates, socio de Manafort que había sido declarado culpable de conspirar contra los Estados Unidos y realizar falsos testimonios durante la investigación de la injerencia rusa en las elecciones presidenciales de 2016.

### Grupo inversor CIM
En enero de 2010 el promotor e inversor CIM pasó a formar parte del desarrollo del 432 de Park Avenue, pagando 305 millones para asegurar la viabilidad del proyecto, incluyendo este pago la adquisición de los números 38, 40, 44 y 50 de la calle 57, si bien permitieron seguir a Macklowe en calidad de socio. Con este dinero Macklowe pudo saldar las deudas contraídas. Adicionalmente la banca privada de citigroup consiguió otros 415 millones en acciones de inversores privados, los cuales invirtieron entre 1 y 5 millones cada uno. Otros 100 millones en acciones vinieron por parte de los inversores institucionales del propio grupo CIM. Estas inversiones permitieron adquirir por ejemplo el número 46 de la calle 57 por 42.5 millones en enero de 2011.
En abril de 2011 se emitieron los permisos para realizar la excavación, contratándose a Rafael Viñoly el mes siguiente. En octubre se detallaron las especificaciones del edificio, de 400 m (metros) de altura utilizando el nombre definitivo de 432 de Park Avenue. Con anterioridad Cim había considerado la idea de utilizar los pisos inferiores como hotel de lujo, al estilo del edificio One57. El mes siguiente se adquirió el número 42 de la calle 57 por 32.4 millones a Turnbull&Asser, vendiéndosele el número 50 de dicha calle por 31.5 millones, en una doble jugada que permitía disponer del espacio necesario a la vez que el comerciante permanecía en la zona.

### Construcción
El trabajo en los cimientos comenzó en septiembre de 2011, y en mayo de 2012 se instalaron las primeras barras de refuerzo en la base de los cimientos. El edificio alcanzó el nivel del suelo a principios de 2013. Dada la simplicidad del diseño, el edificio se levantó al ritmo de una planta por semana, con dos semanas para las plantas técnicas. Fue coronado en octubre de 2014, y fue completado en diciembre de 2015 y listo para su ocupación a principios de 2016.
La construcción se detuvo temporalmente en febrero de 2013, después de que durante los trabajos se dañase accidentalmente un edificio vecino y el departamento de edificios de la ciudad de Nueva York impusiese al proyecto varias violaciones de seguridad. Si bien los trabajos se reanudaron durante el mismo mes, un trabajador resultó herido en el mes de marzo durante un accidente. Durante ese mes comenzaron las ventas, a través de una oficina en el contiguo edificio General Motors, con precios oscilando entre los 20 millones hasta los 82.5 millones. En ese momento los promotores decían tener firmadas la tercera parte de las viviendas. A mediados de 2013 se hizo un cambio en el proyecto para añadir una nueva planta. Eso se consiguió convirtiendo el piso 95, de doble altura, en dos pisos de altura convencional.

## Diseño
El diseño de la estructura fue obra de Rafael Viñoly, inspirado en un cubo de basura diseñado en 1905 por el diseñador austriaco Josef Hoffmann. La torre tiene 85 pisos, esto es un entresuelo y 84 plantas. Por encima de la base, cada planta tiene un área de 766.9 m² (metros cuadrados) así como 6 ventanas en cada fachada, cada una de 9.3 m². El diseño incluye 12 plantas vacías, las cuales forman grupos de 2 plantas con 6 grupos en total, que permiten el paso del viento. Por ello el último piso es el 96, puesto que la numeración incluye los pisos vacíos.
El diseño del interior corre a cargo de Deborah Berke y la firma Bentel&Bentel, que también diseñó el restaurante Eleven Madison Park o el restaurante Gramercy Tavern, ambos situados también en Nueva York. En palabras de la diseñadora la idea principal era que «todo pareciera fantástico, independientemente del presupuesto».

### Altura y esbeltez

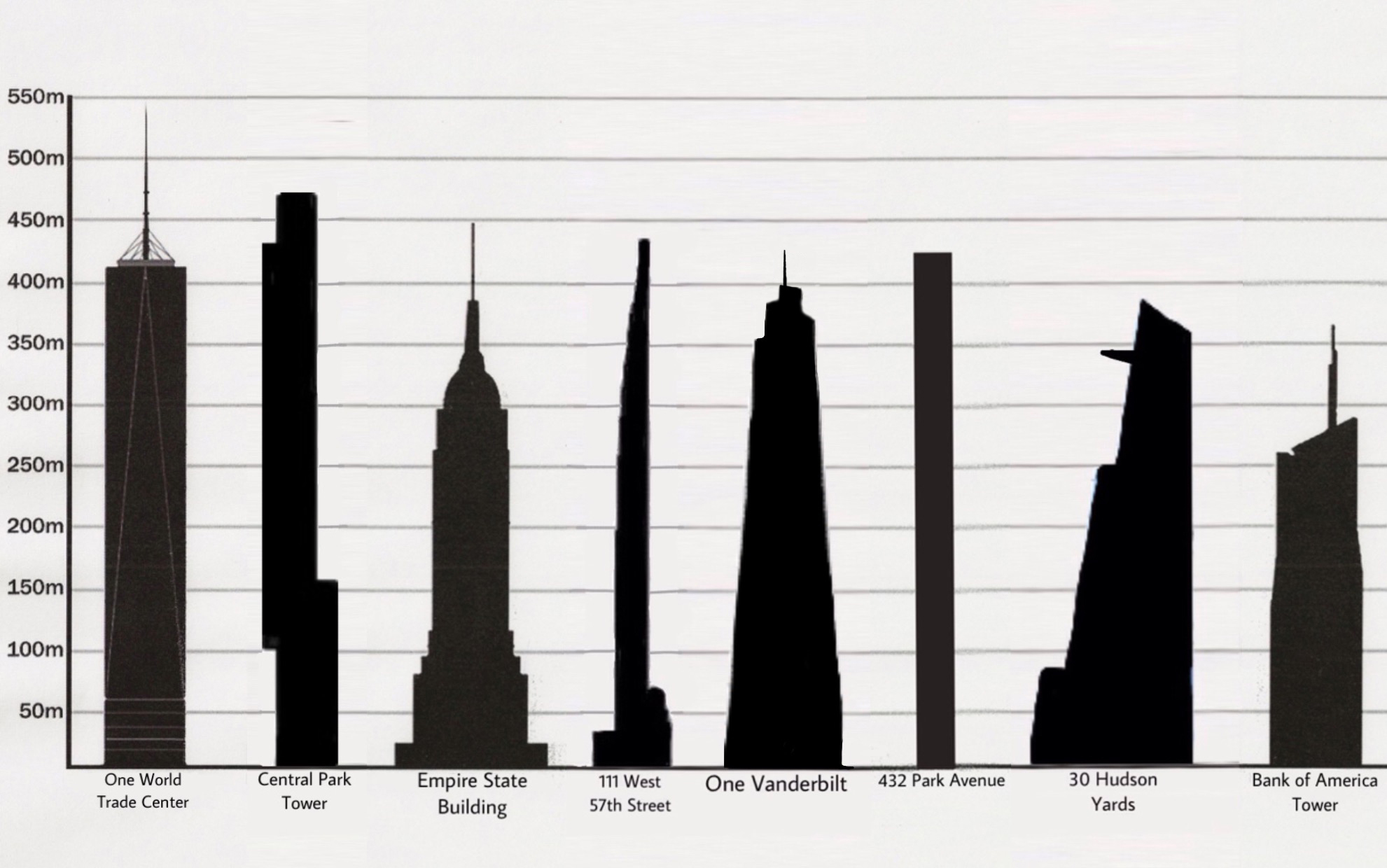
Edificios más altos de Nueva York por altura del pináculo: el 432 Park Avenue es el tercero por la derecha.

Cuando se terminó la construcción, de 426 m (metros), el edificio se convirtió en el segundo más alto de la ciudad de Nueva York, tras el One World Trade Center y el decimoquinto del mundo. Por altura de las plantas, el 432 es el edificio más alto de la ciudad a fecha de 2019, puesto que sobrepasa los 417 m (metros) del One World Trace Center. De hecho el edificio es tan alto que su construcción necesitó de la aprobación por parte de la FAA, el organismo que controla lo referente a la aviación en los Estados Unidos. Cuando se finalizó el mismo la CNN lo declaró como el centésimo rascacielos de gran altura.
La torre se asienta en un bloque rodeado por la calle 56, Avenida Madison, la calle 57 y park avenue. Su base tiene forma de L, extendiéndose hacia el este a la calle 56 y park avenue. Si bien tiene un acceso en park avenue su principal entrada se encuentra en la calle 56. La torre tiene pisos dispuestos en forma de cuadrado con un lado de aproximadamente 28 m, lo cual proporciona a cada piso un espacio útil de 766.9 m² (metros cuadrados). Con un ratio ancho-alto de 15:1, el edificio tiene uno de los mejores ratios de esbeltez entre todos los rascacielos del mundo.
Cerca de un cuarto de las plantas del edificio se dedican a equipos estructurales y mecánicos. Estos pisos se construyeron bajo las plantas vacías, con objeto de no exceder limitaciones legales relativas a la altura del edificio y su relación con la superficie destinada a viviendas.

### Viviendas y espacios lúdicos
El proyecto inicial incluía 147 apartamentos, siendo 122 de ellos de lujo con 1 a 6 dormitorios entre los pisos 34 y 96 y 25 estudios en las plantas 28 y 29. Las plantas 91 a 96 están formadas por áticos, con una disposición diferente a la de las plantas inferiores. La altura entre cada vivienda es de 4.72 m (metros) y el espacio disponible más pequeño es de 32.6 m² (metros cuadrados), siendo el más grande el correspondiente al piso completo, es decir 766.9 m², con 6 dormitorios y 7 baños en el piso 96, que además dispone de su propia biblioteca. Un piso de tamaño medio, por ejemplo el 35B, tiene un espacio de 370 m², con 3 dormitorios y 5 cuartos de baño, siendo uno de ellos de tamaño pequeño, con vistas al sur y al oeste de Central Park. Macklowe planeaba montar marcos en las ventanas, con objeto de resaltar las vistas de Central Park, pero algunos propietarios quitaron dichos marcos para ganar espacio interior.
Los espacios lúdicos tienen una altura libre de 3.7 m, como, por ejemplo, locales privados para cena o entrenamiento de golf. En el piso 12 hay un restaurante privado, de 790 m², con una terraza de 460 m², que dirige el chef Shaun Hergatt, galardonado con 2 estrellas por la guía Michelin. Los pisos 12 al 16 comprenden un club, con zona de gimnasio y piscina de 23 m de largo, sauna (o baño de vapor), incluyendo una sala de reuniones de 14 asientos y una librería gestionada por Assouline Publishing.

## Ingeniería

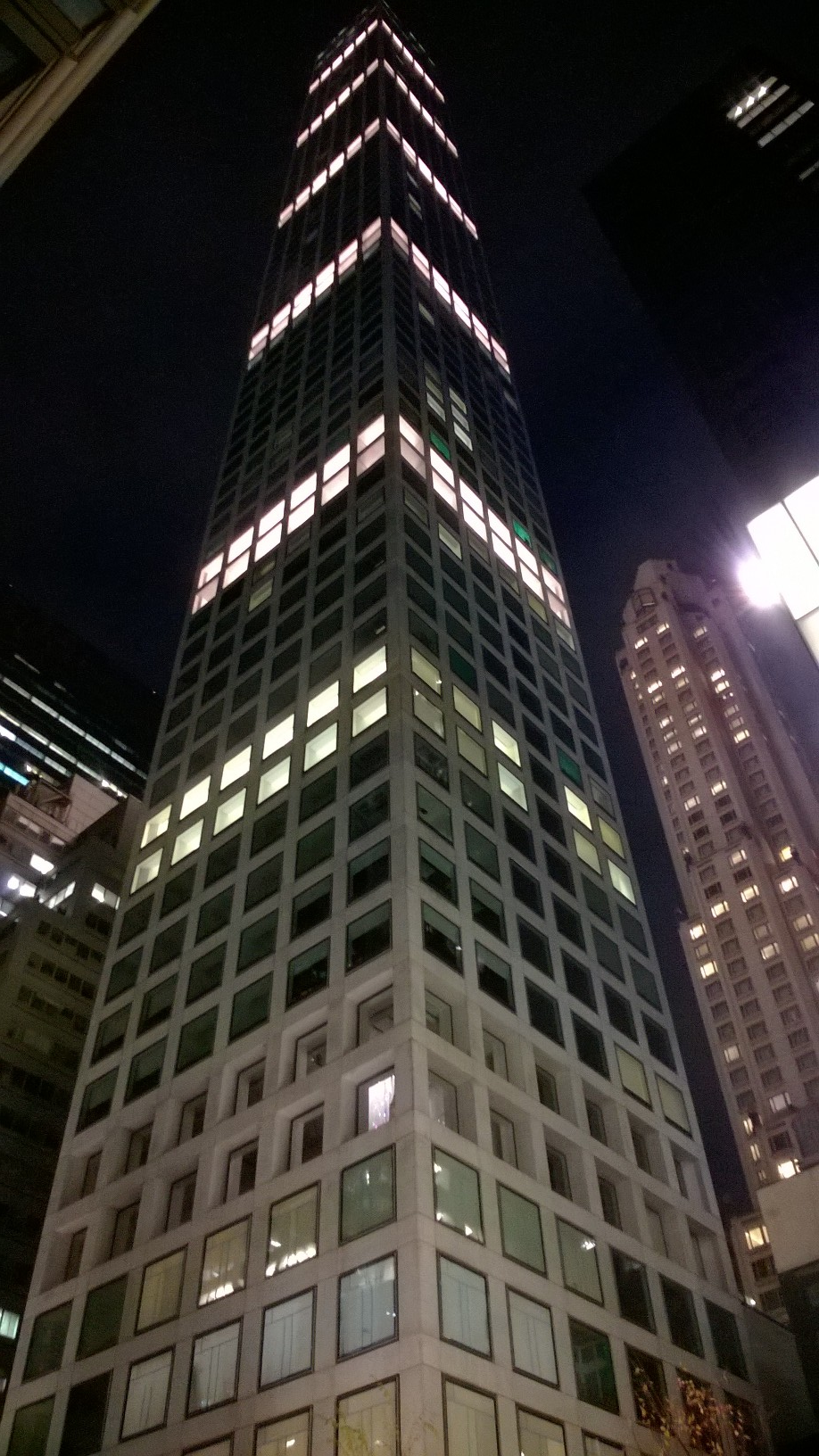
Iluminación permanente del edificio en las plantas vacías, la cual comenzó a funcionar el 14 de noviembre de 2016.

La estructura interna de la torre está compuesta de un cuadrado de 9.1 m (metros), con núcleo de hormigón armado de espesor de 76 cm (centímetros), que en palabras del ingeniero Silvian Marcus se asemejan a «la espina dorsal de un cuerpo humano». El núcleo contiene los ascensores y servicios del edificio. La piel exterior es una estructura de columnas de 1.12 m de ancho con paneles tímpano de hormigón armado que cierran una estructura en torno a los huecos para las ventanas. La fachada se realizó mediante vertido de hormigón con cemento blanco Portland, en las armaduras dispuestas al efecto en cada piso. La distancia entre el núcleo y la fachada es de 8.2 m en cualquier dirección.
Para soportar el peso de la estructura el edificio dispone de pilares de mayor tamaño en la base que en pisos superiores. Los pilares tienen 1.63 m de ancho en la parte baja de la torre, siendo de 51 cm en lo alto, con objeto de maximizar el espacio interior disponible. La altura entre piso y piso de cada una de las 85 plantas es de 4.72 m, con un espesor de forjado de 25 cm. Con objeto de amortiguar la aceleración debido al viento se ha añadido más masa en los pisos superiores, que tienen un espesor de forjado de 46 cm.
A este efecto, es decir a reducir el balanceo debido al viento, el edificio se ha dividido en 7 compartimentaciones verticales, cada 12 pisos. Entre cada segmento hay 2 pisos vacíos sin ventanas o espacio interior, permitiendo la circulación de aire a través del edificio en vez de a su alrededor. Estos pisos contienen servicios mecánicos, para los 6 pisos inmediatamente superiores e inferiores, con objeto de reducir la complejidad de conducciones en el edificio. En lo alto de la torre se sitúan 2 amortiguadores de masa, para mitigar el balanceo debido al viento, que se añaden a otros dispuestos en los pisos vacíos.

## Residentes
A principios de 2012 había ya una docena de potenciales clientes interesados en adquirir vivienda en el 432 de Park Avenue y el año siguiente ya eran la tercera parte de las viviendas las que tenían un contrato de compra firmado. En 2014 este porcentaje ascendía al 50 %, habiendo pagado los propietarios alrededor de un billón (1000 millones) de dólares, por aquel entonces. A finales de 2015 se habían vendido/firmado cerca del 90 % de los apartamentos, casi la mitad de ellos a extranjeros, «parte de una élite que colecciona pisos como si coleccionasen arte». Muchos de estos compradores eran acaudalados empresarios chinos, habiendo también propietarios de origen brasileño y ruso. El periódico alemán Der Spiegel estimó que la mayoría de estas viviendas estarían desocupadas de media unos diez meses al año.
Entre los residentes más conocidos se encuentran Lewis A. Sanders, Bennett LeBow, David Chu, Hely Nahmad, Jennifer Lopez y Álex Rodríguez. Otros menos conocidos son el ejecutivo Bob Prince o el propietario de la empresa de bienes raíces Douglas Elliman, Howard Lorber.

### Precios de venta
En 2016 81 de las 104 viviendas estaban vendidas, a un precio medio de 18.4 millones de dólares, mientras que en 2017 las restantes se pusieron a la venta a precios que oscilaban entre los 6.5 y 82 millones. La primera venta cerrada fue la del apartamento 35B, en enero de 2016 por 18.116 millones, siendo su precio inicial de 17.75 millones. En aquella época estaban disponibles 10 apartamentos más, a precios de entre 17.4 y 44.25 millones.
Los áticos son más caros que el resto de viviendas. 2 áticos se vendieron en el piso 91 por 60 millones en 2018, a Caryl Schechter, esposa de Israel Englander, gestor de fondo de cobertura, vendiéndose otros tres áticos en los pisos 92 y 93 en 2017 por un valor total de 91 millones de dólares. El ático del piso 94 se vendió por 32.4 millones en 2019, un 25 % menos del precio inicial. El ático del piso 95, originalmente a la venta por 82 millones, se dividió en dos en 2018, vendiéndose cada uno en 30 millones. El último piso, el piso número 96, se vendió al millonario Saudí Fawaz Alhokair por 88 millones en 2016. Con estas ventas se esperaba conseguir unos 3100 millones de dólares de beneficio, el más alto de cualquier edificio de Nueva York.

## Recepción

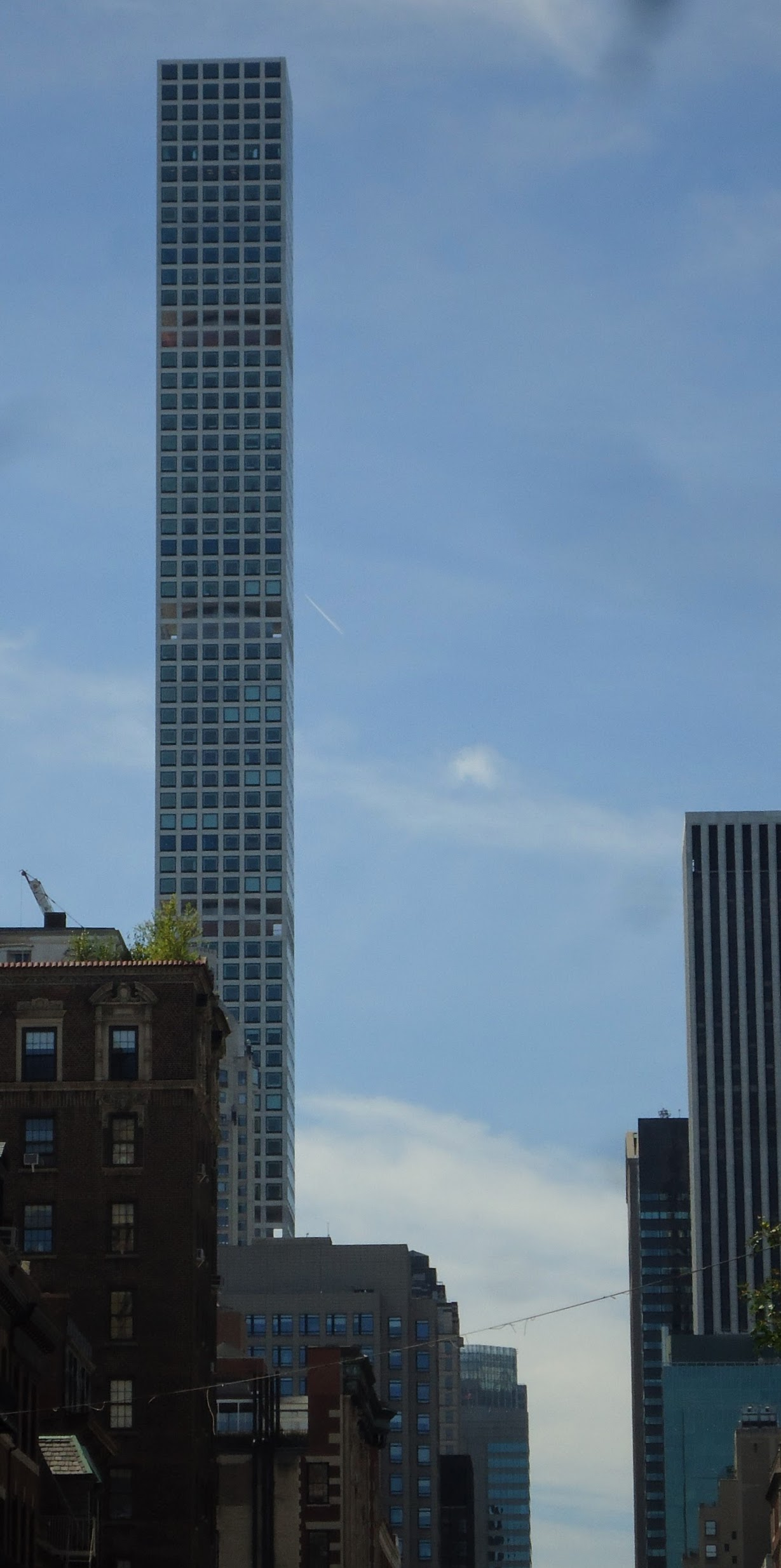
El edificio ya completado en 2016 y visto desde lejos.

El rascacielos ha recibido apreciaciones variadas de profesionales y de personas de a pie puesto que no todos concordaron con el valor artístico del edificio.
- El edificio ha sido criticado por algunos residentes de la ciudad, ya que creen que representa el creciente coste de vida en Nueva York y de la riqueza ostentosa. Un crítico de los Angeles Times lo definió como un emblema arquitectónico de la creciente desigualdad[57] mientras que la revista New York definió a los apartamentos como «bellas prisiones para millonarios».[58]
- El modista Tim Gunn describió el edificio como «solo una columna delgada, que necesita una pequeña tapa».
- El crítico de arquitectura del New York Mag Justin Davidson dijo que el edificio no es más que un conjunto de «unidades de cubos» y cuestionó el valor creativo del edificio.

Si bien Viñoly y Macklowe eran amigos, a menudo se insultaban debido a los fallos de diseño que disgustaban personalmente a cada uno. Viñoly llamó a Macklowe «conductor de camión con educación», y Macklowe dijo de Viñoly que su diseño estaba motivado por «la envida del miembro viril» entre los promotores de la ciudad, que competían por desarrollar los edificios más altos. En 2016, Viñoly, en broma, comentó que el edificio tenía unos cuantos fallos, como por ejemplo los marcos de las ventanas, el emplazamiento de los aseos o el diseño interior de Berke, disculpándose a posteriori por dichos comentarios.
En septiembre de 2021 se ha iniciado un procedimiento judicial por graves fallos en la construcción.

## Galería

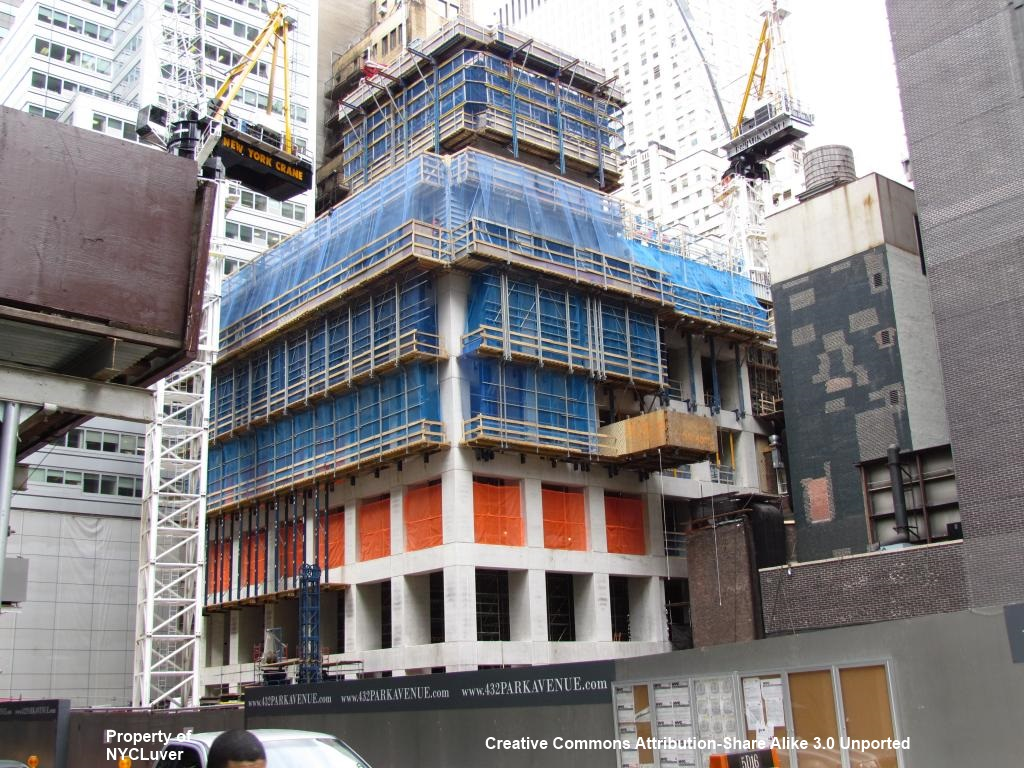
Marzo de 2013.
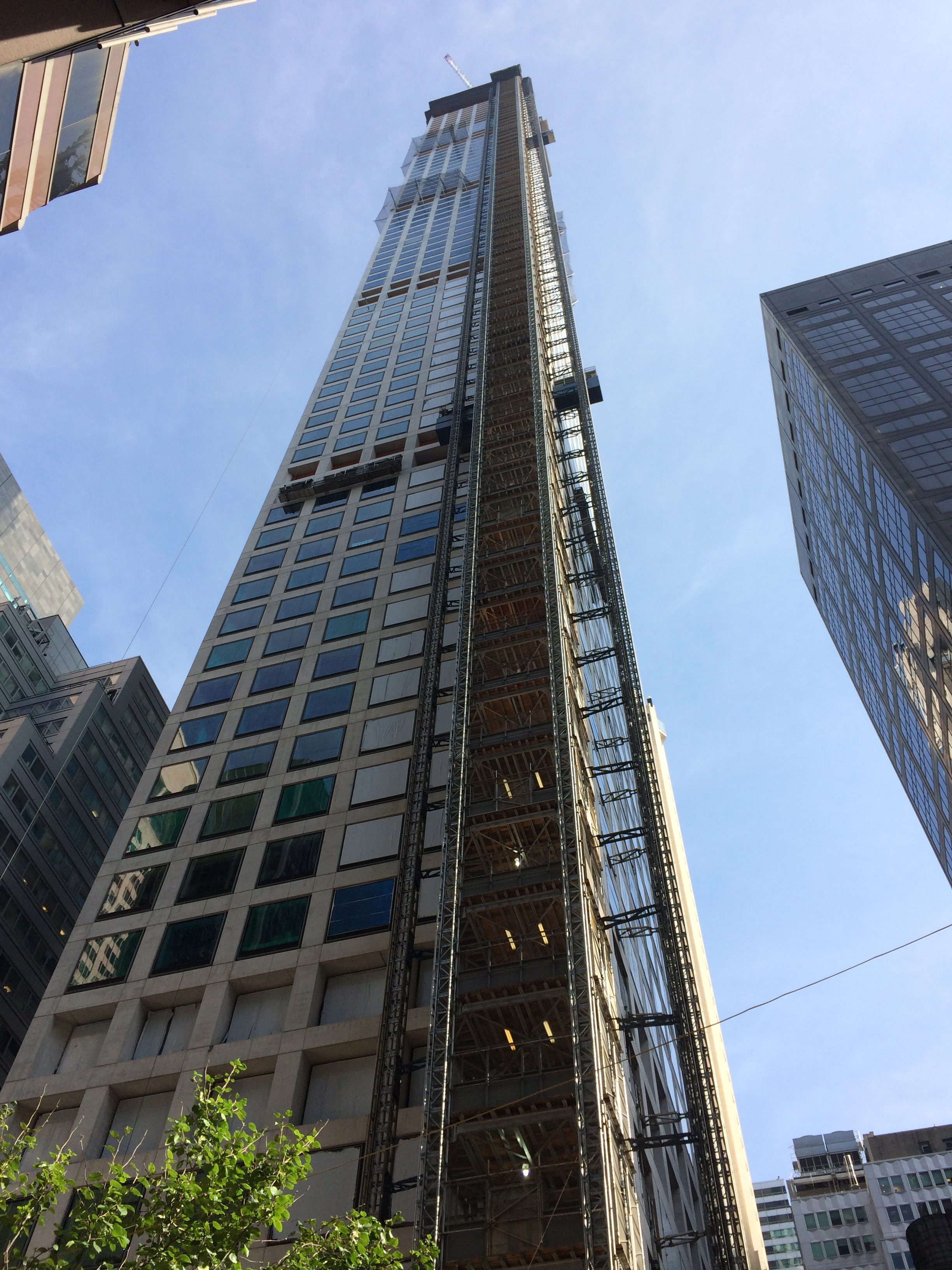
Septiembre de 2014.
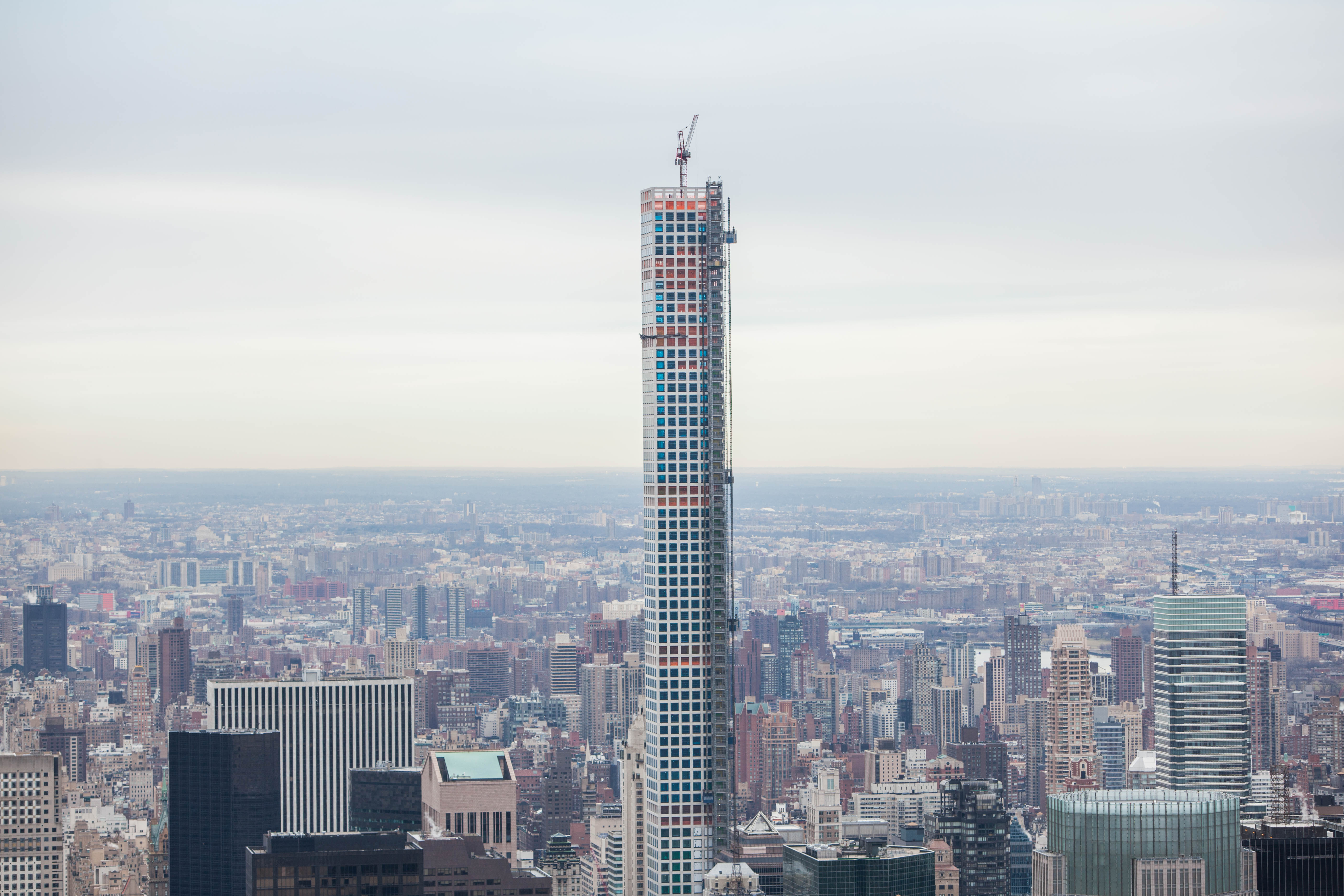
Enero de 2015.
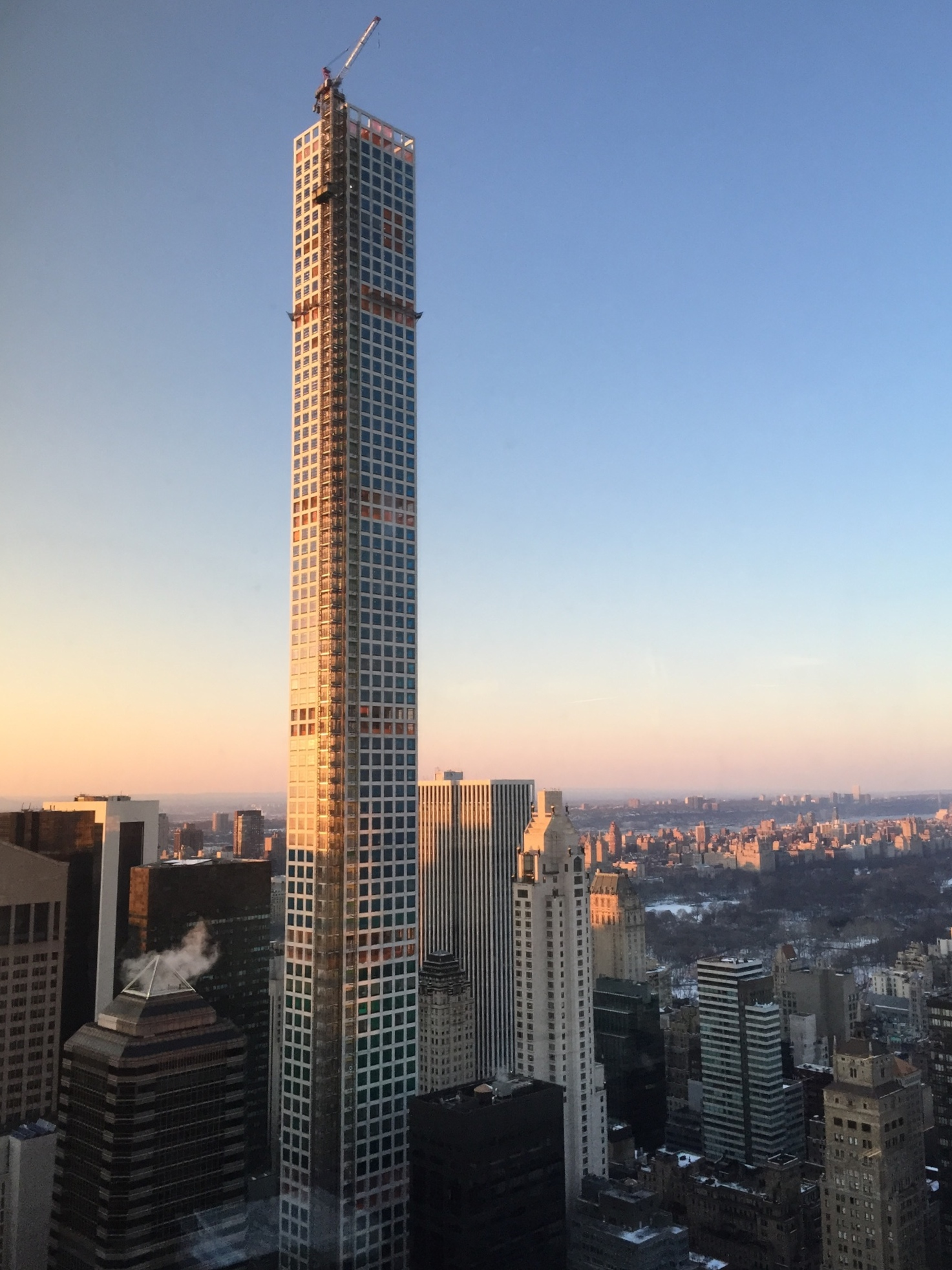
Marzo de 2015.